# NWA Anarchy Tag Team Championship
L'NWA Anarchy Tag Team Championship è stato un titolo della divisione tag team difeso nella federazione NWA Anarchy facente parte del territorio della National Wrestling Alliance.

## Storia
Il titolo fu creato dopo che fu dismesso l'NWA Wildside Tag Team Championship ma non è considerato come il suo successore.
L'evento del debutto vide la disputa di un Gauntlet match per determinarne il primo campione.

## Albo d'oro
| Lottatore                                                   | Regni | Data              | Luogo            | Note |
| ----------------------------------------------------------- | ----- | ----------------- | ---------------- | --- |
| Sal Rinauro e Seth Delay                                    | 1     | 21 maggio 2005    | Cornelia Georgia | Vincendo un gauntlet match con 7 team e diventando primi campioni.                                                   |
| Alabama Attitude T.C. Carnage e Adam Roberts                | 1     | 6 agosto 2005     | Cornelia         | |
| Urban Assault Squad Shadow Jackson e Nemesis                | 1     | 29 ottobre 2005   | Cornelia         | |
| Pomp e Circumstance Ace Rockwell e Shaun Tempers            | 1     | 30 dicembre 2005  | Cornelia         | Sconfiggendo Alabama Attitude, Urban Assault Squad e Jeremy V. e Jason Blackman in un Fatal four-way tag team match. |
| Jason Blackman e Jeremy V                                   | 1     | 7 gennaio 2006    | Cornelia         | |
| Urban Assault Squad                                         | 2     | 15 aprile 2006    | Cornelia         | Sconfiggendo V e Hotstuff Hernandez.                                                                                 |
| Tank e Shaun Tempers                                        | 1     | 17 giugno 2006    | Cornelia         | Sconfiggendo UAS, Seth Delay e Patrick Bentley e gli Alabama Attitude.                                               |
| Urban Assault Squad                                         | 3     | 4 novembre 2006   | Helen Georgia    | |
| Jason Justice e Mike Free                                   | 1     | 20 gennaio 2007   | Cornelia         | |
| Awesome Attraction Austin Creed e Hayden Young              | 1     | 7 aprile 2007     | Cornelia         | |
| Devil's Rejects Azrael e Shaun Tempers                      | 1     | 29 dicembre 2007  | Cornelia         | |
| NWA Elite Phil Shatter, Kimo, e Abomination                 | 1     | 19 luglio 2008    | Cornelia         | |
| New Wave Derrick Driver e Steven Walters                    | 1     | 18 agosto 2008    | Cornelia         | |
| Talent e Money J.T. Talent e Andrew Pendleton III           | 1     | 21 febbraio 2009  | Cornelia         | |
| New Wave                                                    | 2     | 18 aprile 2009    | Cornelia         | |
| Talent & Money                                              | 2     | 29 agosto 2009    | Cornelia         | |
| Wild Bunch Billy Buck e Chris King                          | 1     | 6 marzo 2010      | Cornelia         | |
| Skirra Corvus e Orion Bishop                                | 1     | 29 maggio 2010    | Cornelia         | |
| Billy Buck (2) e Andrew Alexander                           | 1     | 18 settembre 2010 | Cornelia         | |
| The Hate Junkies Dany Only e Stryknyn                       | 1     | 22 gennaio 2011   | Cornelia         | |
| Youth Gone Wild Anthony Henry e Dustin Knight               | 1     | 9 aprile 2011     | Cornelia         | |
| For The Love Of Money Andrew Pendelton III e Bryan Casanova | 1     | 27 agosto 2011    | Cornelia         | |
| Bryan Casanova (2) e Slim J                                 | 1     | 8 ottobre 2011    | Cornelia         | |
| The NWA Elite Bryan Casanova, Lane Vasser e Se7en           | 1     | 28 gennaio 2012   | Cornelia         | Detenuto con la Freebird Rule.                                                                                       |
| Azrael (2) e Slim J (2)                                     | 1     | 14 luglio 2012    | Cornelia         | |
| Urban Assault (Shadow Jackson e Nemesis)                    | 4     | 27 ottobre 2012   | Cornelia         | |
| The Movement (Najasism e Vandal)                            | 1     | 23 febbraio 2013  | Cornelia         | |
| The Washington Bullets (Jon Williams e Trey Williams)       | 1     | 25 maggio 2013    | Cornelia         | |
| B.J Hancock and Joey Rhymer                                 | 1     | 22 giugno 2013    | Cornelia         | |
| The Elite (Se7en (2) e Jagged Edge)                         | 1     | 29 giugno 2013    | Cornelia         | |
| Vacant                                                      |       | 29 giugno 2013    | Cornelia         | |
| The Elite (Se7en (3) e Shaun Tempers (5))                   | 1     | 27 luglio 2013    | Cornelia         | Sconfissero Mikael Judas e Azrael.                                                                                   |
| Urban Assault Squad (Shadow Jackson e Nemesis)              | 5     | 26 ottobre 2013   | Cornelia         | Sconfissero The Elite e Jeremy Vain with Brodie Chase in un Fatal three-way tag team match.                          |
| Iceberg Slim (Iceberg e Slim J. (3))                        | 1     | 11 gennaio 2014   | Cornelia         | |
| The Washington Bullets (Jon Williams e Trey Williams)       | 2     | 8 febbraio 2014   | Cornelia         | |
| Bobby Moore and Todd Sexton                                 | 1     | 10 maggio 2014    | Cornelia         | |
| The Washington Bullets (Jon Williams e Trey Williams)       | 3     | 25 ottobre 2014   | Cornelia         | |
| The Big FN Deal (Brian Blaze e Geter)                       | 1     | 22 novembre 2014  | Cornelia         | |
| Azrael (3) e Stryknyn (2)                                   | 1     | 27 dicembre 2014  | Cornelia         | |
| The Big FN Deal (Brian Blaze & Geter)                       | 2     | 28 marzo 2015     | Cornelia         | |
| Fred Yehi & Slim J. (4)                                     | 1     | 11 aprile 2015    | Cornelia         | |
| C.B. Suave & P. Dog                                         | 1     | 25 luglio 2015    | Cornelia         | |
| Titolo disattivato                                          |       | 14 novembre 2015  |                  | |